# Tulsa Challenger 2000
Il Tulsa Challenger 2000 è stato un torneo di tennis facente parte della categoria ATP Challenger Series nell'ambito dell'ATP Challenger Series 2000. Il torneo si è giocato a Uniti Tulsa negli Stati Uniti dal 9 al 15 ottobre 2000 su campi in cemento.

## Vincitori

### Singolare
Jimy Szymanski ha battuto in finale  Raemon Sluiter con il punteggio di 7–6(5), 6(5)–7, 7–6(3)

### Doppio
Enrique Abaroa /  Michael Sell hanno battuto in finale  Gabriel Trifu /  Glenn Weiner con il punteggio di 5–7, 6–4, 6–2